# 康继昌
康继昌（1930年—2018年1月9日），男，上海人，中国计算机应用专家，中国计算机事业60年杰出贡献特别奖获得者。曾任西北工业大学教授、博士生导师。